# NGC 1589
NGC 1589 este o galaxie spirală situată în constelația Taurul. A fost descoperită în 19 decembrie 1783 de către William Herschel. Se află la o distanță de 51,44 de megaparseci de Pământ.